# Izalla
Izalla bzw. Azalli und Azalzi (assyrisch KURAzalli, babylonisch KURIzalla) war ein kleinasiatisches Königreich im Altertum. Darüber hinaus war es auch eine eisenzeitliche Landschaft im Nordmesopotamien. Es umfasste das Gebiet von Mardin und den Karacadağ.
Die römische und byzantinische Bezeichnung Izala für das Gebiet um Mardin ist vermutlich von Izalla abgeleitet.
Izalla wurde erstmals unter dem Assyrer-König Tukulti-Ninurta I. um 1230 v. Chr. auf einem Feldzug zur assyrischen Nordgrenze nach Šubria noch unter der alten Landbezeichnung KURAzalzi erwähnt. Später wurde Izalla tributpflichtig gegenüber Assyrien. Die Namensschreibung änderte sich danach in KURAzallu/Azalli.
Assur-Nasirpal II. führte im 9. Jahrhundert v. Chr. ebenso mehrere Feldzüge gegen Izalla wie der babylonische König Nabupolassar im Jahre 609.
"Der König von Akkad zog mit seiner Armee zur Hilfe ... er zog hinauf nach Izalla und den zahlreichen Städten in den Bergen... er verbrannte ihre... In dieser Zeit zog das Heer bis zum Distrikt von Urartu."
Bei Dareios I. wird in der Behistun-Inschrift von Aufständen um 521 v. Chr. im Lande Urartu am Berg der Provinz Izalla berichtet, die jedoch ab 486 v. Chr. in das Reich der Achämeniden eingegliedert wurde.